# Guru Agung I
Guru Agung I is een bestuurslaag in het regentschap Kaur van de provincie Bengkulu, Indonesië. Guru Agung I telt 214 inwoners (volkstelling 2010).